# Supercoppa spagnola 2020 (pallacanestro maschile)
La Supercoppa spagnola 2020 è stata la 17ª Supercoppa spagnola di pallacanestro maschile, organizzata dalla ACB e la 21ª edizione in generale. È anche chiamata Supercoppa Endesa per motivi di sponsorizzazione.
Si è disputata il 12 e il 13 settembre 2020 presso il Pabellón Insular Santiago Martín di San Cristóbal de La Laguna tra i seguenti quattro club:
- Canarias Tenerife, squadra ospitante
- Saski Baskonia, campione di Spagna 2019-20
- Real Madrid, vincitore della Copa del Rey 2020
- Barcellona, finalista della Liga ACB 2019-2020

## Tabellone
|  | Semifinali        | Semifinali        | Semifinali |            |             | Finale      | Finale | Finale |  |
|  |                   |                   |            |            |             |             |        |        |  |
|  | Canarias Tenerife | Canarias Tenerife | 79         |            |             |             |        |        |  |
|  | Canarias Tenerife | Canarias Tenerife | 79         |            |             |             |        |        |  |
|  | Real Madrid       | Real Madrid       | 92         |            |             |             |        |        |  |
|  | Real Madrid       | Real Madrid       | 92         |            | Real Madrid | Real Madrid | 72     |        |  |
|  |                   |                   |            |            | Real Madrid | Real Madrid | 72     |        |  |
|  |                   |                   | Barcellona | Barcellona | 67          |             |        |        |  |
|  | Saski Baskonia    | Saski Baskonia    | Barcellona | Barcellona | 67          | 68          |        |        |  |
|  | Saski Baskonia    | Saski Baskonia    |            |            |             |             |        |        |  |
|  | Barcellona        | Barcellona        | 72         |            |             |             |        |        |  |

## Semifinali
| Arbitri: | Sergio Manuel Rodríguez Carlos Peruga José Antonio Martín Bertrán |

| |            | |
| Peters, Vildoza 14 | Punti      | 19 Abrines |
| Henry 5 | Assist     | 6 Mirotić |
| Giedraitis, Henry, Jekiri 5 | Rimbalzi   | 8 Calathes |
| 2 Raieste• 5 Jekiri• 7 Henry• 31 Giedraitis• 33 Polonara 3 Vildoza• 8 Sedekerskis• 12 Diop• 19 Fall• 25 Peters• 30 Dragić• 47 Kurucs | Formazioni | 9 Bolmaro• 18 Oriola• 30 Claver• 33 Mirotić• 99 Calathes 0 Davies• 8 Hanga• 10 Šmits• 13 Heurtel• 14 Pustovyj• 21 Abrines• 25 Badio |
| Duško Ivanović | Allenatori | Šarūnas Jasikevičius |

| Arbitri: | Jordi Aliaga Fernando Calatrava José Ramón García |

| |            | |
| Huertas 17 | Punti      | 18 Fernández |
| Huertas 5 | Assist     | 7 Campazzo |
| Sulejmanović 8 | Rimbalzi   | 8 Randolph |
| 6 Fitipaldo• 10 Salin• 19 Shermadini• 34 Cavanaugh• 42 Doornekamp 9 Huertas• 11 Díez• 13 Rodríguez• 22 Sulejmanović• 25 López• 31 Mpogrīs• 35 Guerra | Formazioni | 6 Abalde• 7 Campazzo• 14 Deck• 16 Garuba• 22 Tavares 3 Randolph• 5 Fernández• 12 Alocén• 20 Carroll• 23 Llull• 33 Thompkins• 44 Taylor |
| Txus Vidorreta | Allenatori | Pablo Laso |

## Finale
| Arbitri: | Sergio Manuel Rodríguez Òscar Perea Carlos Peruga |

| |            | |
| Campazzo 21 | Punti      | 22 Mirotić |
| Campazzo 2 | Assist     | 3 Calathes, Davies, Hanga |
| Tavares 7 | Rimbalzi   | 8 Davies |
| 6 Abalde• 7 Campazzo• 14 Deck• 20 Carroll• 22 Tavares 3 Randolph• 5 Fernández• 8 Laprovíttola• 16 Garuba• 23 Llull• 33 Thompkins• 44 Taylor | Formazioni | 13 Heurtel• 18 Oriola• 30 Claver• 33 Mirotić• 99 Calathes 0 Davies• 8 Hanga• 9 Bolmaro• 10 Šmits• 14 Pustovyj• 21 Abrines• 25 Badio |
| Pablo Laso | Allenatori | Šarūnas Jasikevičius |